# Maciste und die chinesische Truhe
 (septembre 2021).
Si vous disposez d'ouvrages ou d'articles de référence ou si vous connaissez des sites web de qualité traitant du thème abordé ici, merci de compléter l'article en donnant les références utiles à sa vérifiabilité et en les liant à la section « Notes et références ».
Pour plus de détails, voir Fiche technique et Distribution.
Maciste und die chinesische Truhe (en français Maciste et le coffre chinois) est un film allemand réalisé par Carl Boese sorti en 1923.

## Synopsis
Maciste est arrêté dans le port par deux Chinois pour les aider à retirer un lourd coffre. L'homme musclé se rend vite compte que quelque chose cloche et remarque qu'il y a des objets dans la boîte qui lui ont été volés dans la maison d'un ami du club. L'ami est informé et la boîte est mise de côté. Mais les escrocs découvrent la cachette dans un bar du port et volent le coffre. Mais cette fois, la police est là, arrête les voleurs et sécurise le coffre. En l'ouvrant, il y a un choc : il n'y a pas d'objets à l'intérieur, mais un cadavre bien conservé d'un jeune Chinois. En conséquence, le véritable propriétaire du coffre est immédiatement soupçonné d'avoir commis un meurtre. Maciste entreprend immédiatement de prouver l'innocence de son ami.
Enfin, il s'avère que le Chinois embaumé est mort depuis longtemps, jadis assassiné par l'oncle du propriétaire du coffre, un professeur. L'oncle avait engagé l'Asiatique comme assistant lors de son voyage de recherche en Extrême-Orient, au cours duquel il avait également emmené sa fille avec lui. Lorsque le Chinois a violé la fille de son patron et qu'elle s'est suicidée par honte, l'oncle n'a plus pu se retenir, a riposté et étouffé l'Asiatique. Afin de cacher son corps, le professeur a mis le Chinois mort dans le coffre et a voyagé avec en Allemagne. Le meurtrier avoue son acte sanglant dans des fantasmes fébriles sauvages. La famille du Chinois tué se rend en Europe pour ramener le membre assassiné chez lui.

## Fiche technique
- Titre : Maciste und die chinesische Truhe
- Réalisation : Carl Boese
- Scénario : Richard Hutter (de)
- Direction artistique : Fritz Kraenke, Willy Reiber (de)
- Photographie : Ludwig Lippert, Max Grix (de)
- Production : Jakob Karol (de)
- Société de production : Jakob Karol Film GmbH
- Pays d'origine :  République de Weimar
- Langue : allemand
- Format : Noir et blanc - 1,33:1 - 35 mm
- Genre : Thriller
- Durée : 60 minutes
- Dates de sortie :
  -  République de Weimar : 1er juillet 1923.

## Distribution
- Bartolomeo Pagano : Maciste

et également Rudolf Lettinger, Grete Hollmann, Edwin H. Knopf, Elsie Fuller, Toni Wittels (de)
, Karl Falkenberg, Ferdinand Martini, Jakob Tiedtke, Gerhard Ritterband (de), Sybill Morel (de), Nien Tso Ling, Li Chun Di.

## Production
Maciste und die chinesische Truhe est le dernier des quatre films allemands de Maciste réalisés en 1922 et 1923. Ce film est tourné au printemps 1923, passe la censure les 7 et 11 mai 1923 et est interdit aux jeunes. La légation chinoise s'était auparavant plainte de la représentation des Chinois en général et de celle des violeurs chinois en particulier.

## Source de la traduction
- (de) Cet article est partiellement ou en totalité issu de l’article de Wikipédia en allemand intitulé « Maciste und die chinesische Truhe » (voir la liste des auteurs).